# Parachironomus aculeatus
Parachironomus aculeatus är en tvåvingeart som först beskrevs av Jean-Jacques Kieffer 1921.  Parachironomus aculeatus ingår i släktet Parachironomus och familjen fjädermyggor. Inga underarter finns listade i Catalogue of Life.